# Naranja, Florida
Naranja är en ort (CDP) i Miami-Dade County, i delstaten Florida, USA. Enligt United States Census Bureau har orten en folkmängd på 8 303 invånare (2010) och en landarea på 3,8 km².